# Contea di Guannan
La contea di Guannan (灌南县S, Guànnán XiànP) è una contea della Cina, situata nella provincia di Jiangsu e amministrata dalla prefettura di Lianyungang.